# Focke-Wulf Fw 191
O Focke-Wulf Fw 191 foi um bombardeiro alemão construído pela Focke-Wulf durante a Segunda Guerra Mundial. Foi o projecto com o qual a Focke-Wulf concorreu no programa Bombardeiro B. Duas versões foram planeadas, um bimotor com motores Junkers Jumo 222 e um quadrimotor com motores Daimler-Benz DB 605. Apesar de terem sido construídos três exemplares, o projecto foi abandonado devido a problemas com os motores.